# Aethionema schistosum
Aethionema schistosum är en korsblommig växtart som beskrevs av Pierre Edmond Boissier och Karl Theodor Kotschy. Aethionema schistosum ingår i släktet Aethionema och familjen korsblommiga växter. Inga underarter finns listade i Catalogue of Life.